# The Face on the Barroom Floor
The Face on the Barroom Floor és una pintura en el Teller House Bar a Central City, Colorado, Estats Units. Va ser pintada el 1936 per Herndon Davis.
The Face on the Barroom Floor va ser referenciada en el Three Stooges short "Movie Maniacs" el 1936

## Història de la pintura
Davis havia estat comissionat per la Central City Opera Association per pintar una sèrie de pintures per la Central City Opera House; també se li va demanar que fes algun treball en la Teller House. Una tarda en el bar es va embolicar en una acalorada discussió amb Ann Evans, el director del projecte, sobre la manera en què el seu treball havia de ser executat. El resultat de la baralla va ser que se li va dir a Davis que renunciés, o en cas contrari seria acomiadat.
Segons una versió de la història, la pintura era el suggeriment d'un cambrer anomenat Joe Libby; sabent que Davis seria acomiadat aviat, va suggerir que l'artista "els doni alguna cosa per recordar-lo".

En paraules de Davis,
L'Associació de l'Òpera de la Ciutat Central em va contractar per fer una sèrie de pintures i esbossos de la famosa ciutat minera, que ara estava rejovenint com a centre d'òpera i atracció turística. Em vaig allotjar a la Teller House i mentre hi treballava, em va sorprendre el caprici de pintar una cara al terra de l'antic bar de la Teller House, com el poema de d'Arcy. Però el gerent de l'hotel i el cambrer no volien saber res d'aquestes ximpleries. Em van negar el permís per pintar la cara. Així i tot, la idea em perseguia, i en la meva última nit a Central City, vaig convèncer el grum Jimmy Libby perquè em donés un cop de mà. Passada la mitjanit, vam entrar-hi. Jimmy em va aguantar una espelma i vaig pintar tan de pressa com vaig poder. No obstant això, eren les 3 de la matinada quan vaig acabar.
Sigui quina fos la inspiració, Davis no va signar la seva obra, i aviat els propietaris del bar van optar per capitalitzar-la. Van anunciar el quadre com el del poema "La cara al pis del bar" d’Hugh Antoine D'Arcy. El tema real de la pintura és l'esposa de Davis, Edna Juanita (Cotter) Davis "Nita".

## Òpera de cambra
La pintura de Teller House va ser la inspiració per a una òpera de cambra titulada The Face on the Barroom Floor d'Henry Mollicone.